# Kunzea squarrosa
Kunzea squarrosa är en myrtenväxtart som beskrevs av Porphir Kiril Nicolai Stepanowitsch Turczaninow. Kunzea squarrosa ingår i släktet Kunzea och familjen myrtenväxter. Inga underarter finns listade i Catalogue of Life.